# Burg Liptovský Hrádok
Die Burg Liptovský Hrádok (slowakisch Hrad Liptovský Hrádok, offiziell kleingeschrieben Liptovský hrádok, auch als Nový hrad oder Hrádok bekannt) ist eine teilweise sanierte Burg in der nordslowakischen Stadt Liptovský Hrádok (deutsch selten Liptau-Hradek) im Okres Liptovský Mikuláš. Sie befindet sich auf einer Höhe von 655 m n.m., auf einem kleineren Kalksporn oberhalb des Flusses Belá nördlich des Stadtzentrums, kurz vor der Mündung in die Waag unterhalb der Niederen Tatra. 

## Geschichte

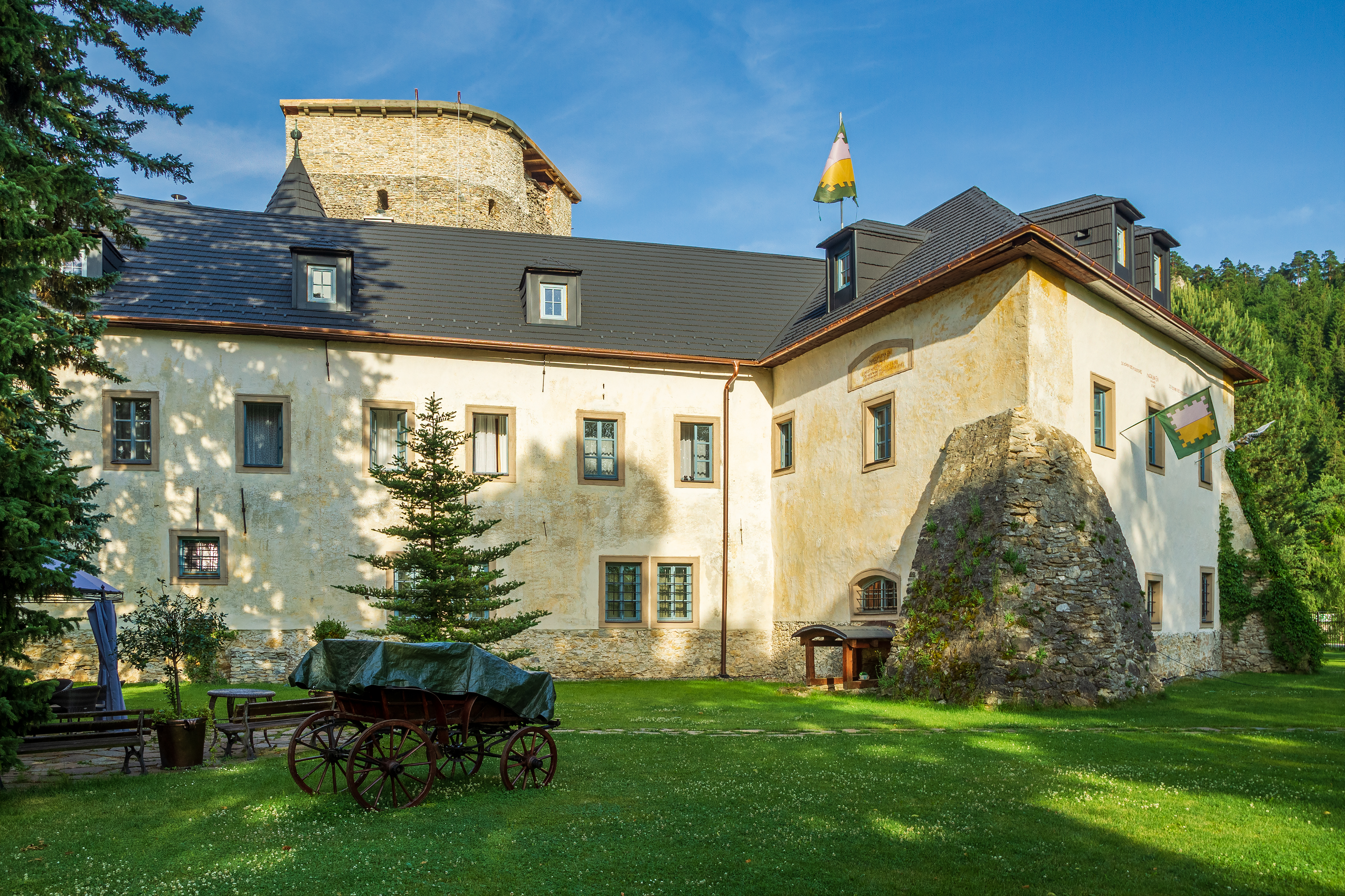
Nahaufnahme des Renaissanceschlosses

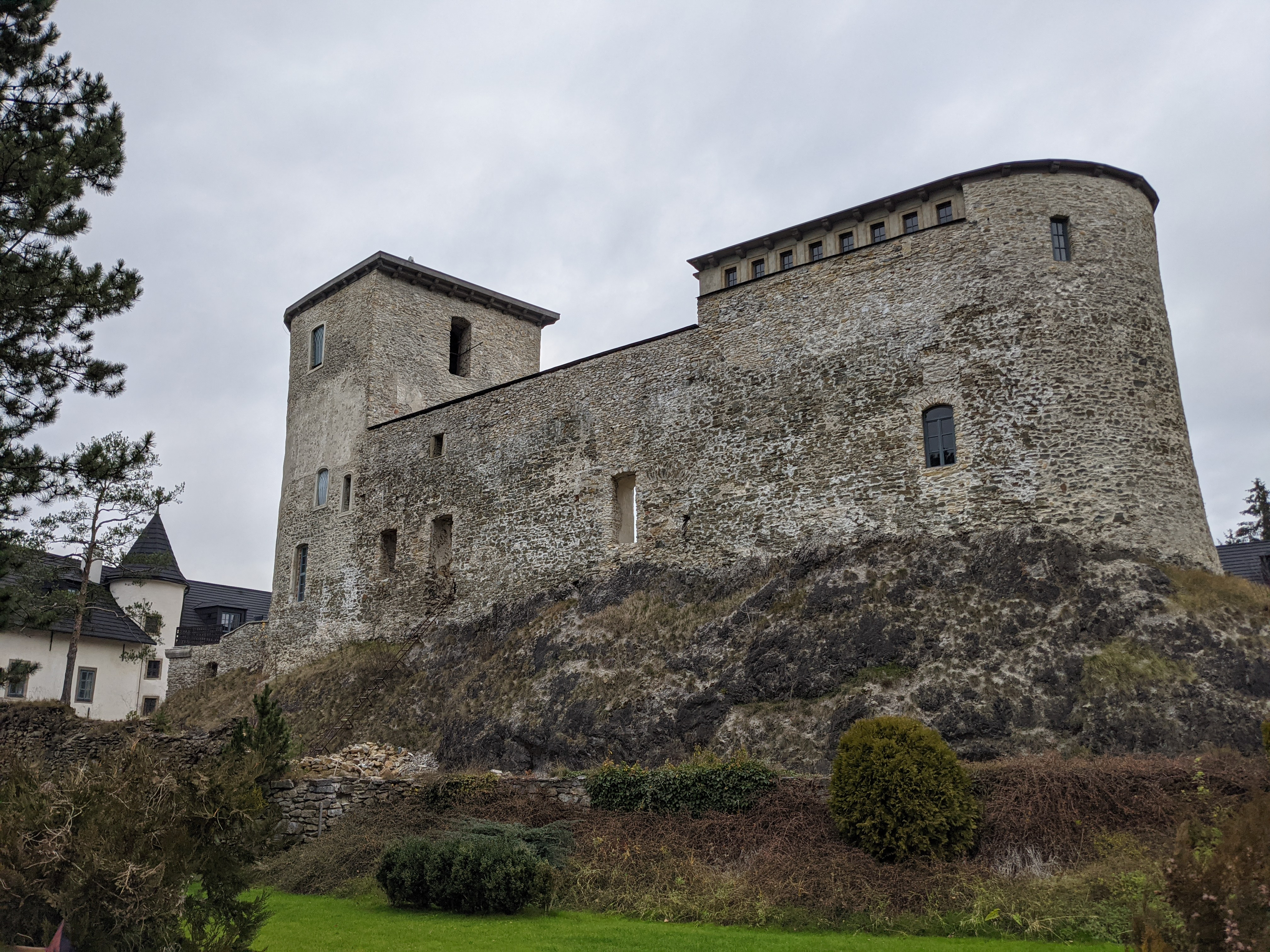
Die teilweise sanierte Burg im Jahr 2020

Als Bauherr gilt der Sohler Magister Doncs, der im frühen 14. Jahrhundert die Burg zur Sicherung einer Furt über die Belá, über die ein im Mittelalter bedeutender Handelsweg namens Via magna verlief, erbauen ließ. Damals bestand zur zusätzlichen Verteidigung ein Wassergraben, dessen Überreste bis heute eine kleine Seefläche bilden. Die Burg wurde zum ersten Mal 1341 als Ujwar, also neue Burg, schriftlich erwähnt und war damals ein königliches Gurt. Sie war zeitweise Sitz von Gespanen der Gespanschaft Liptau. 1433 eroberten Hussiten die Burg, später hielten Johann Giskras Truppen die Anlage, die im 15. Jahrhundert (und auch später) seine Besitzer häufig wechselte. Von 1485 bis zum Ende des Mittelalters war sie Besitz des Geschlechts Zápolya, von 1553 bis 1600 waren Mitglieder der Familie Balassa, darunter auch der ungarische Dichter Bálint Balassi, Gutsherren.
Ein bedeutender Umbau wurde 1600 vom neuen Gutsherrn Nikolaus Sándorfi, der über die Heirat mit der jungen, verwitweten Kastellanin Magdaléna Zai zum Herrschaftsbesitz kam, veranlasst. An der westlichen Seite entstand 1601–1603 ein Renaissanceschloss, das zusammen mit weiteren Wirtschaftsgebäuden zum Zentrum des Herrschaftsgebiets wurde. Insgesamt überlebte Magdaléna Zai fünf Ehemänner, bevor sie 1629 starb. Im unruhigen 17. Jahrhundert war die Burganlage Besitz verschiedener Familien, die abwechselnd auf der Seite von Aufständischen oder von Habsburgern standen, somit wurde die Gegend oftmals Schauplatz von Gefechten zwischen den beiden Seiten. Im frühen 18. Jahrhundert schenkte der Kaiser Leopold I. die Burg an das Haus Liechtenstein. 1709 fand unweit der Burg eine schwere Schlacht zwischen den kaiserlichen Truppen und Kuruzen von Franz II. Rákóczi statt, bei der sie zwar nicht erobert, aber schwer beschädigt wurde. 1731 erwarb die Hofkammer das Herrschaftsgebiet zurück vom Haus Liechtenstein, das Schloss wurde in der Folgezeit erneuert, nicht aber die Burg, die dem Verfall preisgegeben wurde. Einzig die Lage neben dem Schloss verhinderte die Ausbeutung für Baumaterial.
Nach einem verheerenden Brand im Jahr 1803 wurde nur das Schloss erneuert, und die Burg stand seither als Ruine. Ein Hochwasser der Belá im Jahr 1813 richtete weitere schwere Schäden an. In der zweiten Hälfte des 19. Jahrhunderts waren im Schloss ein Gefängnis, ein Kreisgericht sowie das ungarische königliche Forstamt untergebracht. 1932 wurden die einsturzgefährdeten Teile konserviert, von 1960 bis 1989 befand sich hier das Ethnographische Museum von Liptau (slowakisch Národopisné múzeum Liptova). Nach der Samtenen Revolution und dem Umzug des Museums stand das gesamte Areal ungenutzt und verlassen, bis es 2001 in Privatbesitz von Frau Dagmar Machová ging. Seither werden das Schloss und die Burg sukzessive restauriert.

## Heutiger Zustand
Heute beherbergt das Areal das Luxushotel Chateau Grand Castle und ein Restaurant, das den Namen der Kastellanin Magdaléna Zai trägt. Des Weiteren werden Führungen durch die Burg und einen Teil des Schlosses angeboten. Im Juli und August sind sie täglich, außerhalb der Hochsaison nur nach vorheriger Anmeldung samstags und sonntags verfügbar. 